# 우타 치즈루
우타 치즈루(일본어: 詩 ちづる うた ちづる[*], 3월 9일 - )는 다카라즈카 가극단 호시구미에 소속된 여역이다.
홋카이도 삿포로시, 후지 여자고등학교 출신이다. 키 160cm, 애칭은 "우타치", "치즈짱"이다.

## 약력
2017년, 다카라즈카 음악학교에 입학.
2019년, 다카라즈카 가극단 105기생으로 입단. 소라구미 공연 「오션스 11」으로 초무대. 그 후, 츠키구미에 배속.
2021년 11월 4일자로 호시구미로 조이동.
2022년, 「만남은 다시 한번 next generation」으로 신인공연 첫 히로인. 입단 4년차만의 발탁.

## 출연 이벤트
- 2019년 7월, 『다카라즈카 파리제 2019』 (코러스)